# Jo Zanders
Jo Zanders (Venlo, 10 maart 1908 – aldaar, 12 februari 1999) was burgemeester van de Nederlandse gemeente Venlo tijdens de Tweede Wereldoorlog. 

## Bestuurder
Zanders was sedert 19 juni 1935 raadslid en vanaf 14 juni 1939 wethouder en locoburgemeester namens de Roomsch-Katholieke Staatspartij. Hij werd in 1941 benoemd, nadat mr. B.M. Berger als burgemeester van Venlo was afgetreden. Berger trad af toen op last van de Duitse bezetter de gemeenteraden werden opgeheven. Zanders werd na de Tweede Wereldoorlog krachtens het Zuiveringsbesluit 1945 ontslagen als burgemeester met het vervallen van zijn rechten op pensioen.

## Verdenking samenwerking met Duitsers
Zanders beleid als burgemeester is na afloop van de oorlog onderzocht. Hij werd verdacht van collaboratie met de Duitsers en verbleef daarom in een gevangenkamp te Steyl waaruit hij vluchtte, omdat zijn arrestatiebevel iedere redelijke grondslag miste. Nadat hij zichzelf wederom meldde bij de Politieke Opsporingsdienst in Roermond kwam hij in het huis van bewaring aldaar terecht. Twee rechercheurs van de Politieke Opsporingsdienst voor Midden-Limburg gaven nadien in het kader van het verrichte strafrechtelijk onderzoek op 15 februari 1946 in een rapport hun mening over het eerder ingestelde onderzoek. Ze stelden vast dat aanhouding en vervolging van Zanders waren gebaseerd op een belastende verklaring van een enkele getuige die aan de rechercheurs had laten weten dat hij die verklaring nooit had afgelegd en de hem in de mond gelegde woorden niet juist waren. Ze kwamen tot het oordeel dat het eerder ingestelde onderzoek weinig objectief was en zelfs in strijd met de waarheid. Zij sloten hun onderzoek af met de bevinding dat het beleid van Zanders geheel op het welzijn van Venlo gericht was. 
Zanders is daarna bij besluit van 4 oktober 1946 (LWL 2555) van de procureur-fiscaal van het Bijzonder Gerechtshof te 's-Hertogenbosch onvoorwaardelijk buiten vervolging gesteld.

## Evacuatie
In november 1944 heeft Zanders onder meer via de Zweedse consul en het Rode Kruis zonder succes pogingen in het werk gesteld de door de bezetter verordende evacuatie van de Venlose bevolking via Duitsland naar het Noorden van Nederland te voorkomen. Hij bepleitte als mogelijk alternatief een oversteek over de Maas naar het toen al bevrijde Blerick.